# День рудников и промышленности
День рудников и промышленности (перс.  روز صنعت و معدن‎) — иранский праздник, отмечающийся 30 июня/1 июля (10 тира по иранскому календарю).

## История праздника
По постановлению Верховного совета культурной революции в официальный иранский календарь был внесен День рудников и промышленности. Этот праздник ежегодно отмечается 30 июня/1 июля. День рудников и промышленности — отличная возможность продемонстрировать гражданам страны исключительно важный двигатель национальной экономики — промышленность и горнодобывающий сектор, обеспечивающие огромное количество рабочих мест и увеличивающие ВВП страны на душу населения.
После Исламской революции новое правительство решило привнести изменения в систему функционирования промышленности и горнодобывающего сектора. По новой Конституции ИРИ 1979 года все основные отрасли промышленности и крупные горнорудные предприятия были национализированы.
Статья 44 Конституции ИРИ 1979 года:
«Государственный сектор включает в себя все крупную промышленность, основные отрасли промышленности, внешнюю торговлю, крупные горнорудные предприятия, банковское дело, страхование, обеспечение электроэнергией, плотины и крупные водопроводы, радио и телевидение, почту, телеграф и телефон, гражданскую авиацию, судоходство, дороги, в частности железные, и т.п. Все это в виде общественной собственности находится в ведении государства.»

## Министерство промышленности, рудников и торговли
Министерство рудников и промышленности — главный орган иранского правительства, отвечавший за осуществление политики, связанной с промышленным и горнодобывающим секторами. В 1906 году оно было создано как министерство торговли, а в 1973 году переименовано в министерство рудников и промышленности из-за значительных изменений в деятельности органа. В 90-х министерство было расформировано, а в 2000 году снова создано путем слияния министерства рудников и горнодобывающей промышленности с министерством промышленности. В 2011 вошло в состав министерства промышленности, шахт и торговли.
Основными задачами нового министерства является регулирование стратегий развития промышленности и добычи полезных ископаемых, улучшение условий торговли в стране, повышение эффективности иранской промышленности и контроль отросли.